# Mamadou Dia
Mamadou Dia (* 18. Juli 1910 in Khombole; † 25. Januar 2009 in Dakar) war von 1960 bis 1962 Premierminister Senegals.

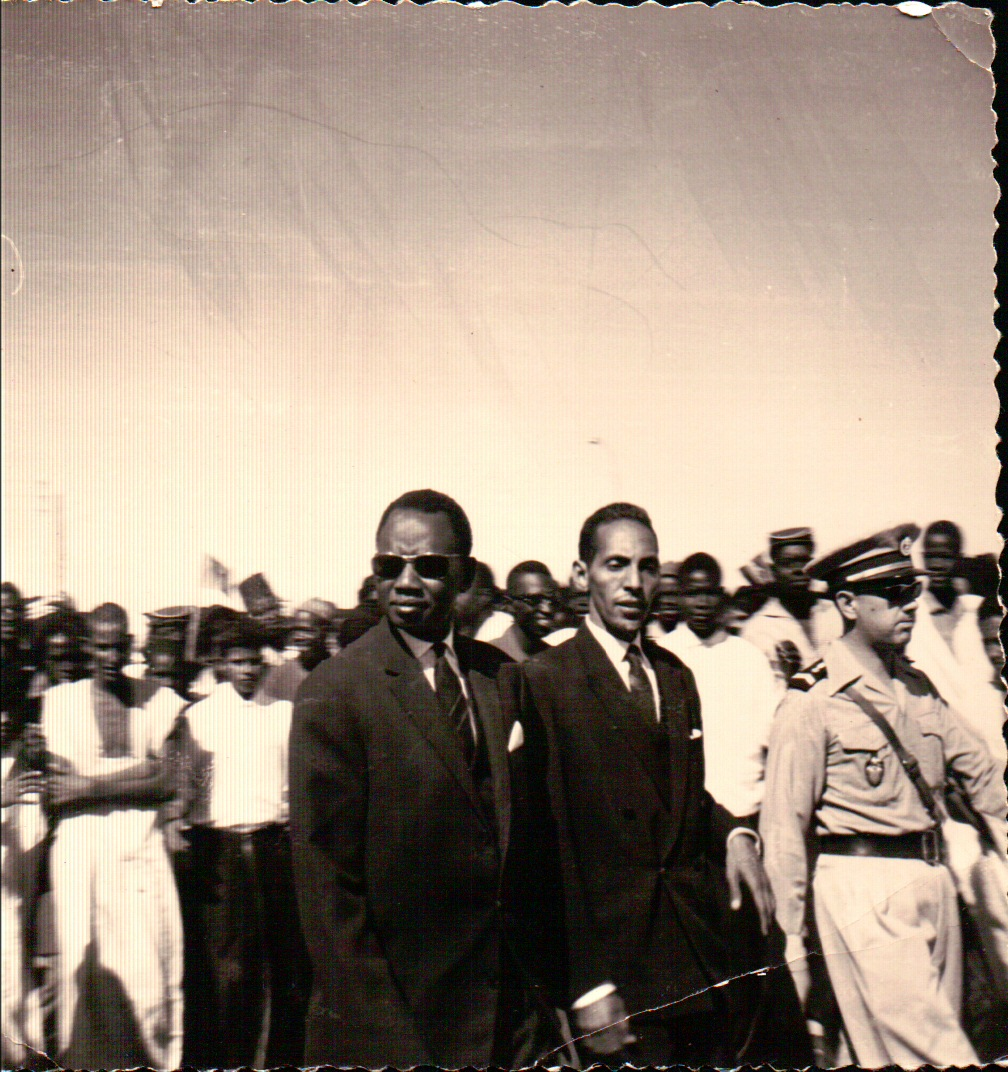
Mamadou Dia auf einem Besuch in Zouérat (Mauretanien) 1962

## Politische Laufbahn
Dia besuchte die École normale William Ponty bei Dakar und wurde Lehrer.
1948 wurde er in den französischen Senat gewählt, dem er bis 1956 angehörte. Daneben studierte er in Paris Rechts- und Wirtschaftswissenschaft. Politisch war er in der Partei Union progressiste Sénégalaise des späteren Präsidenten Léopold Sédar Senghor aktiv. Seit dem 2. Januar 1956 war er Abgeordneter der Nationalversammlung in Paris. Nachdem Senegal 1958 autonom wurde, wurde er am 18. Mai 1958 Regierungschef des Landes. In der Mali-Föderation zwischen Senegal und dem benachbarten Mali übernahm er nach der Unabhängigkeit von Frankreich am 20. Juni 1960 das Amt des Vizepräsidenten; die Föderation zerbrach allerdings nach rund zwei Monaten.

## Premierminister
In Senegal blieb er im Amt des Premierministers. Im Juni 1962 unternahm er eine Reise in mehrere Staaten des Ostblocks und Senegal nahm diplomatische Beziehungen zur Sowjetunion auf. Gegensätze zwischen dem gemäßigten Senghor und dem eher radikalen Sozialisten Dia eskalierten am 17. Dezember 1962. Um einem Misstrauensvotum im Parlament vorzubeugen, wurde das Parlamentsgebäude auf Anordnung Dias von Armee und Polizei besetzt. Die Parlamentarier wichen aber in das Haus des Parlamentspräsidenten aus und sprachen Dia mit 48 von 80 Stimmen das Misstrauen aus. Der Generalstabschef unterstützte zwar Dia, aber Truppen, die loyal zu Senghor standen, besetzen die Rundfunkstation und setzten Dia und dessen Anhänger fest. Am nächsten Tag ermächtigte das Parlament Senghor eine neue Verfassung mit Präsidialsystem auszuarbeiten und in einem Referendum bestätigen zu lassen. Im Januar entschieden die Abgeordneten, Dia vor Gericht zu stellen. Er wurde zu lebenslanger Haft verurteilt, zwei weitere ehemalige Minister zu je zwanzig Jahren. Der Präsident berief erst 1970 wieder einen Premierminister.

## Weitere Laufbahn
Seine Haft, die er in Kédougou im Osten des Landes verbrachte, endete 1974. Am 27. Januar 1983 trat er bei den Präsidentschaftswahlen gegen Senghors seit 1981 amtierenden Nachfolger Abdou Diouf an. Er belegte mit 1,39 % der Stimmen den dritten Platz nach dem siegreichen Diouf und dem späteren Präsidenten Abdoulaye Wade. 1985 veröffentlichte er seine Memoiren unter dem Titel Mémoires d’un militant du Tiers Monde. Im Januar 2002 versuchte er vergeblich, das Urteil von 1963 annullieren zu lassen.